# 粉色麵包黴菌
粗糙脈孢菌（学名：Neurospora crassa），又稱粗糙脈孢黴、粉色麵包黴菌、紅麵包黴菌等，是一種屬於子囊菌門的一種黴菌。由於生長容易，且擁有單倍體世代，使隱性遺傳可直接展現，進而使遺傳學分析較為簡易，因此是一種生物學上的模式生物。本屬名字意為“神經孢子”，指的是孢子 中的特徵條紋。這種真菌的第一次發布是於1843年從法國麵包店的侵染。
N. crassa的早期研究者喬治·比德爾（George Wells Beadle）與愛德華·塔特姆（Edward Tatum），在實驗中利用X射線照射使N. crassa發生突變，進而觀察到因酵素失效而遭破壞的生化代謝途徑，並由此確立了基因編碼與蛋白質的關係。兩人因此獲得1958年諾貝爾生理學或醫學獎。
N. crassa擁有的全部7條染色體，完整的基因組已經大致定序完成。並於2003年4月24日發表於《自然》期刊。其基因組大小約43Mb，含有約1萬個基因。目前正在進行每一個N. crassa基因的基因敲除（knockout）測試。
在自然環境中，N. crassa主要生活在熱帶和亞熱帶地區。它被發現可以在火災後死去的植物物質裡生長。
N. crassa被積極應用於世界各地的研究。它是在參與晝夜節律，表觀遺傳學和基因靜默，細胞極性，細胞融合，發育，以及細胞生物學和生物化學的許多方面闡明重要的分子事件。
菌株和N. crassa工作的其他材料都可以從真菌遺傳學現貨中心(Fungal Genetics Stock Center) （页面存档备份，存于）獲得。

## 參看
- 乔治·韦尔斯·比德尔（George Wells Beadle)
- 爱德华·劳里·塔特姆 (Edward Lawrie Tatum)

## 外部連結
- Neurospora crassa 基因組  （页面存档备份，存于）
- . Fungal Genetics Stock Center (FGSC).   [December 27, 2005]. （原始内容存档于2021-04-11）.
- . Fungal Genetics Stock Center (FGSC).   [December 27, 2005]. （原始内容存档于2021-03-07）.
- . Neurospora Genome Project.   [December 28, 2005]. （原始内容存档于2005年12月18日）.
- . National Institutes of Health (NIH — United States).   [December 27, 2005]. （原始内容存档于2014-06-24）.